# Crazy People
Crazy People er en amerikansk film fra 1990 af Tony Bill og Barry L. Young.

## Medvirkende
- Dudley Moore som Emory Leeson
- Daryl Hannah som Kathy Burgess
- Paul Reiser som Stephen Bachman
- J. T. Walsh som Drucker
- Mercedes Ruehl som Dr. Baylor
- Alan North
- David Paymer som George